# زیمووینا
زیمووینا (به بلغاری: Zimovina) یک منطقهٔ مسکونی در بلغارستان است که در شهرستان استامبولوو واقع شده‌است.